# Blade Runner
Blade Runner és una pel·lícula dirigida per Ridley Scott l'any 1982. Es tracta d'un dels films de ciència-ficció més importants de la història, fins al punt que ha entrat en el reduït grup de films de culte d'aquest gènere com poden ser Star Wars o Star Trek. El film va representar la consagració del seu director Ridley Scott, que la considera la seva obra més completa i personal, i de l'actor Harrison Ford.
El guió, escrit per Hampton Fancher i David Peoples, s'inspira lliurement en la novel·la Somien els androides amb ovelles elèctriques? de Philip K. Dick. El repartiment es compon de Harrison Ford, Rutger Hauer, Sean Young, Edward James Olmos, M. Emmet Walsh i Daryl Hannah; el dissenyador principal va ser Syd Mead i la música original va ser composta per Vangelis. Aquesta pel·lícula ha estat doblada al català.
La pel·lícula descriu un futur en el qual els anomenats replicants, humanoides fabricats a través de l'enginyeria genètica, fan els treballs perillosos i degradants a les "colònies exteriors" de la Terra. Aquests replicants són fabricats per Tyrell Corporation; per tal de ser "més humans que els éssers humans", especialment en el cas dels models Nexus-6, s'assemblen físicament als humans i tenen més agilitat i força física, però manquen de la mateixa resposta emocional i d'empatia. Els replicants van ser declarats il·legals al planeta Terra arran d'una revolta violenta en una colònia. Un cos especial de la policia, els blade runners, s'encarrega de rastrejar i matar els replicants fugitius que es troben a la Terra. A la pel·lícula, es demana a un blade runner semiretirat, Deckard, que s'enfronti a un grup de replicants particularment brutal i hàbil que ha arribat a Los Angeles.
Al començament, Blade Runner va rebre crítiques contradictòries per part de la premsa especialitzada. Uns quants es van mostrar confosos i decebuts perquè l'obra no tenia el ritme narratiu que s'esperava d'una pel·lícula d'acció, mentre d'altres apreciaven la seva complexitat temàtica. La pel·lícula no va obtenir bons resultats de taquilla en els cinemes estatunidencs, però va assolir un gran èxit a la resta del món. La pel·lícula va ser molt apreciada per cinèfils i el món acadèmic en general, i va aconseguir ràpidament el títol de pel·lícula de culte. Va tenir un gran èxit com a cinta de lloguer en els videoclubs, èxit basat, en part, en el fet que la pel·lícula s'enriquia a cada nova revisió, i que va ser una de les primeres pel·lícules a ser llançades en format DVD, tot i que amb una qualitat de so i imatge més aviat mediocre.
Blade Runner ha estat àmpliament aclamada com un clàssic modern per l'ambientació assolida amb els seus efectes especials i per avançar-se en el plantejament de temes i preocupacions fonamentals del segle xxi com la superpoblació, la globalització o el canvi climàtic. L'han elogiada com una de les pel·lícules més influents de tots els temps, a causa de la seva ambientació detallada i original, una veritable fita visual postmoderna, amb una descripció molt realista d'un futur en decadència; descriu un futur en el qual es "retroencaixa". Blade Runner també va posar l'escriptor Philip K. Dick en el punt de mira de Hollywood i, des de llavors, moltes pel·lícules s'han inspirat en la seva obra literària, com Minority Report (amb Tom Cruise) o Desafiament total (amb Arnold Schwarzenegger).

## Producció
Philip K. Dick va morir abans de l'estrena de la pel·lícula, però va poder veure una cinta de prova de quaranta minuts. El guió, escrit per Hampton Fancher, va captar l'atenció del productor Michael Deeley, que va assegurar el finançament del projecte, i aquest va convèncer el director Ridley Scott per fer la seva primera pel·lícula als EUA. Scott, que no estava d'acord amb el guió, va demanar a David Webb Peoples que el reescrigués.
El títol de la pel·lícula ve de la novel·la The Bladerunner, d'Alan I. Nourse, el protagonista de la qual viu del contraban d'instruments quirúrgics al mercat negre. Blade runner vol dir "corredor de fulles", és a dir, venedor d'eines de tall; que és la feina que fa el protagonista de la novełla. I també ve de Bladerunner, A Movie, un tractat de cinema escrit per William S. Burroughs. Però més enllà del títol, cap de les obres abans esmentades no és rellevant per la pel·lícula. Fancher va trobar casualment una còpia de Bladerunner, A Movie mentre Scott buscava un títol comercial per la seva pel·lícula; a Scott li va agradar el títol, i en va obtenir els drets, però no sobre la novel·la.
Blade Runner s'assembla molt a Metropolis de Fritz Lang. Com a fonts estilístiques per l'ambientació, Scott es fonamentà amb l'obra Nighthawks del pintor Edward Hopper, i a una historieta breu, The Long Tomorrow, escrita per Dan O'Bannon i dibuixada per Moebius (l'àlies de Jean Giraud). Scott va contractar Syd Mead com a artista conceptual, i ambdós van estar infuïts per la revista francesa de ciència-ficció Métal Hurlant (Heavy Metall), en la qual col·laborava Moebius. Moebius va rebre l'oferta de treballar en la preproducció de Blade Runner, però la va rebutjar per tal de poder treballar amb René Laloux en la pel·lícula animada Els amos del temps, una decisió de la qual Moebius, més tard, es va penedir. Lawrence G. Paull, dissenyador de producció, i David Snyder, director d'art, van fer realitat els esbossos de Scott i Mead; Jim Burns va treballar breument en el disseny dels vehicles spinner; i Douglas Trumbull i Richard Yuricich van supervisar els efectes especials de la pel·lícula.
Abans que s'iniciés la filmació de la pel·lícula, Paul M. Sammon va rebre l'encàrrec de la revista Cinefantastique d'escriure un article sobre Blade Runner. Les seves detallades observacions van servir per publicar, més tard, el llibre Future Noir: The Making of Blade Runner, conegut també pels fanàtics de la pel·lícula com La Bíblia de Blade Runner. El llibre no només descriu l'evolució de Blade Runner, sinó també les polítiques i dificultats en el plató; cal destacar tot el que fa referència a les expectatives de Scott amb l'equip dels EUA (Scott és britànic); finalment, cal afegir que la seva manera de dirigir als actors va generar diverses friccions amb els protagonistes, i va contribuir al posterior mutisme de Harrison Ford amb relació a la pel·lícula.

## Argument
En un futur no gaire llunyà (2019), els homes ja són capaços de crear mitjançant enginyeria genètica humanoides físicament idèntics a les persones però, això sí, amb una força sobrehumana i una manca de sentiments. Tanmateix, la seva gran similitud amb els éssers humans pel que fa a la intel·ligència porta, com a conseqüència, que en un període de quatre anys aquests éssers arriben a desenvolupar sentiments. Aquesta realitat genera un problema per als seus creadors perquè l'objectiu és fer-los servir com a esclaus en les feines més difícils i perilloses de les colònies estel·lars i la presència de sentiments podria portar-los a la revolta.
La història comença quan, tot i portar aquesta caducitat incorporada, sis "replicants" "Nexus 6" es rebel·len perquè volen viure les seves pròpies vides en llibertat i no volen que algú determini la seva edat amb una data de mort programada; han començat a desenvolupar sentiments i volen ser, perquè així ho senten, com els éssers humans.
La pel·lícula explica que, antigament, ja hi havia hagut una rebel·lió d'un model de robots, i va ser en aquell moment quan es va decidir que els "replicants" tenien prohibida l'estada a la Terra. Aleshores es va crear el cos de "blade runners": una patrulla policial que s'ocupa de "retirar" aquests replicants indisciplinats. A un antic membre d'aquest grup, Deckard, se li encarrega la missió de "retirar" aquests "Nexus 6" que han arribat a la Terra.
Durant tota la pel·lícula, i a mesura que va eliminant els "replicants", Deckard va canviant la seva manera de veure les coses i d'entendre la realitat, ja que s'enamora d'una "replicant", Rachel, i perquè al cap i a la fi, qui li diu a ell que no és també un replicant?

## Temes
Malgrat tenir l'aspecte d'una pel·lícula d'acció, Blade Runner conté un nombre particularment ampli de nivells dramàtics. Com a obra del gènere cyberpunk li deu molt al cinema negre, ja que conté i explora convencions com la dona fatal, la narració en primera persona de Raymond Chandler –narració que no es troba en versions posteriors–, la qüestionable perspectiva moral de l'heroi —ampliada, en aquest cas, per incloure també el costat humà del personatge–, així com la cinematografia fosca i d'ombres.
És una de les pel·lícules de ciència-ficció més ben escrites; abasta temes com la filosofia de la religió i les implicacions ètiques que comporta el domini de l'enginyeria genètica, dins del context del drama clàssic grec i les nocions de l'hibris, sense deixar de banda l'àmbit literari, tot tenint present la poesia de William Blake i la Bíblia. Blade Runner també mostra una partida d'escacs basada en la famosa "Immortal", una partida històrica jugada el 1851.
El món de Blade Runner representa un futur no gaire llunyà (2019, cal recordar que la pel·lícula es va fer el 1982). L'obra penetra en les implicacions futures de la tecnologia integrada en l'ambient i la societat, i té present el passat amb l'ús de la literatura, el simbolisme religiós, els clàssics temes dramàtics i el cinema negre. Aquesta tensió entre passat, present i futur és evident en el futur adaptat de Blade Runner, on l'alta tecnologia llueix en alguns llocs mentre que la resta és decadent i vella.
En la pel·lícula hi ha un important nivell de paranoia, amb la manifestació visual del poder de les transnacionals, la policia omnipresent, les llums de les sondes, i en el poder sobre l'individu, representant particularment per la programació genètica dels replicants. El control sobre l'ambient és observat a gran escala, però també com quan els animals són creats com mers articles. Aquest context opresiu clarifica per què moltes persones marxen a les colònies exteriors, un paral·lelisme amb la migració al continent americà. Les prediccions populars dels anys 80, on Estats Units és sobrepassat econòmicament pel Japó, es reflecteixen en el domini de la cultura i publicitat japonesa a la ciutat de Los Angeles del 2019. També la pel·lícula fa un ús intensiu dels ulls i les imatges manipulades, potser per cridar d'atenció sobre la realitat i la capacitat que tenim de percebre-la.
Tot això proporciona una atmosfera d'incertesa en relació al tema central de Blade Runner, una reflexió sobre l'ésser humà. Per descobrir els replicants, s'utilitza una prova d'empatia, amb preguntes centrades en el tractament als animals; això és un indicador essencial de la "humanitat" d'un individu. Tot i que els replicants són descrits com éssers no empàtics, en contraposició als éssers humans que mostren passions i preocupacions pels altres, la massa humana que habita els carrers és freda i impersonal. La pel·lícula va tan lluny com per posar en dubte la naturalesa de Deckard i obligar a l'audiència a reevaluar què significa ser un ésser humà.

## Repartiment
| Personatge     | Intèrpret          | Veu en català        |
| -------------- | ------------------ | -------------------- |
| Rick Dekcard   | Harrison Ford      | Jesús Ferrer i Baza  |
| Roy Batty      | Rutger Hauer       | Constantino Romero   |
| Eldon Tyrell   | Joe Turkel         | Joan Borràs i Basora |
| Rachael        | Sean Young         | Sílvia Vilarrasa     |
| Pris           | Daryl Hannah       | Carme Alarcón        |
| Gaff           | Edward James Olmos | Joan Carles Gustems  |
| Bryant         | M. Emmet Walsh     | José Antequera       |
| J.F. Sebastian | William Sanderson  | Xavier Fernández     |
| Leon Kowalski  | Brion James        | Joan Crosas          |
| Zhora          | Joanna Cassidy     | Roser Cavallé        |

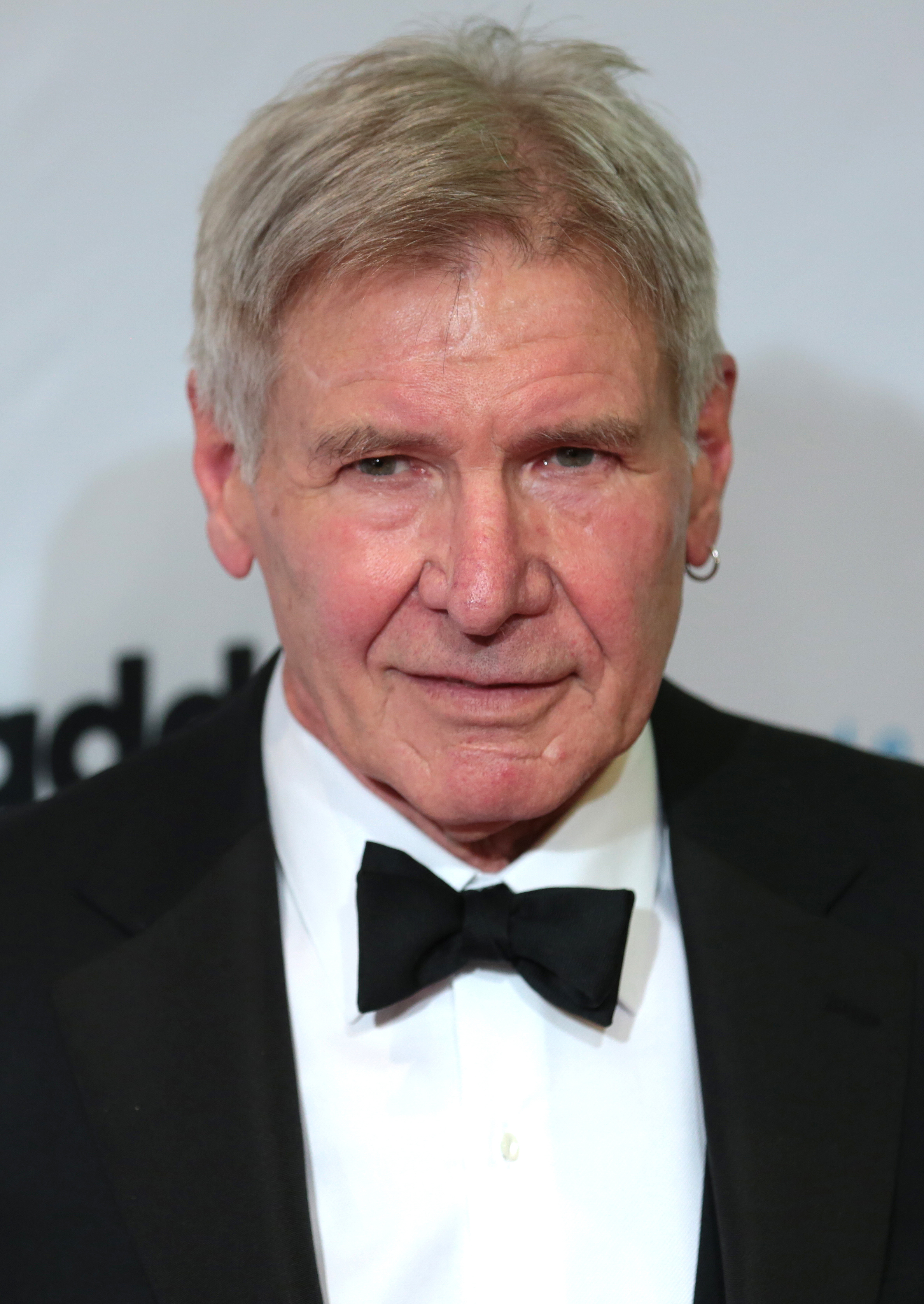
Harrison Ford és qui interpreta el personatge principal.

Blade Runner va tenir un nombre significatiu d'actors que, en aquell temps, eren desconeguts: 
- Harrison Ford, és Rick Deckard. Ford venia de triomfar a Star Wars, però un any abans que fes d'Indiana Jones, Ford buscava un paper dramàtic. Després que Steven Spielberg elogiés Ford, Deeley i Scott van aconseguir que treballés a la pel·lícula. A causa de l'escàs èxit inicial de Blade Runner i les friccions que va tenir amb Scott, Ford evita generalment parlar sobre la pel·lícula.
- Rutger Hauer, és Roy Batty. Hauer va realitzar una gran actuació com a líder violent i complex dels replicants.
- Sean Young, és Rachel. La imatge de la "perfecció" femenina als 22 anys. Young encara compta aquesta com una de les seves pel·lícules preferides, malgrat les friccions amb Ford i Scott a causa de la seva inexperiència i joventut.
- Edward James Olmos, és Gaff. Olmos va utilitzar el seu rerefons ètnic per ajudar a crear la "Interlingua" que el seu personatge usa durant la pel·lícula. Això, juntament amb el seu bastó, ajuda a crear un misteri al seu voltant, el paper del qual no és clar mentre observa i parla, amb l'ús d'origamis, de Dekcard.
- Daryl Hannah, és Pris. Hannah desenvolupa una interpretació al voltant de la innocència perillosa d'una replicant enamorada de Roy Batty.

Actors secundaris: 
- Morgan Paull, és Holden. Holden no tenia moltes oportunitats de lluitar contra el primer Nexus-6 i, mentre està hospitalitzat, només aconsegueix desenfundar la seva arma i advertir a Deckard dels replicants; és una escena suprimida.
- Brion James, és Leon. Encara que a primera vista sembla un replicant que destaca per la seva força, Leon té una intel·ligència intuïtiva que li va permetre gairebé matar a Holden, torturar a Chew i atacar per sorpresa a Deckard.
- M. Emmet Walsh, és el capità Bryant. Walsh fa el paper d'un veterà policia bevedor que li va servir per augmentar la seva reputació com a actor dramàtic.
- Joe Turkel, és el Dr. Eldon Tyrell. Amb una veu penetrant, confiada i egocèntrica, aquest magnat corporatiu dirigeix l'avanç científic i el desenvolupament dels replicants, creant una recreació gradual de l'esclavitud.
- James Hong, és Hannibal Chew. Un ancià genetista que estima el seu treball, especialment la creació sintètica d'ulls.
- William Sanderson, és J. F. Sebastian, un geni taciturn i solitari, que proporciona un retrat compassiu però obedient de la humanitat.
- Joanna Cassidy, és Zhora. En poc temps, Cassidy transmet la imatge d'una dona forta que ha vist el pitjor que pot oferir la humanitat; la seva mort impacta profundament a Deckard.
- Kevin Thompson, és l'os, l'autómata creat per Sebastian
- John Edward Allen, és Kaiser, l'altre petit autómata
- Hy Pyke, és Taffy Lewis, l'amo del local on treballa Zhora
- Kimiko Hiroshige, la noia cambodjana
- Bob Okazaki és Howie Lee, el mestre de Sushi, apareix al principi de la pel·lícula
- Carolyn DeMirjian la dependenta que ven el Tsing Tao
- Ben Astar és el fabricant de serps, Abdul Ben Hassan

## Música

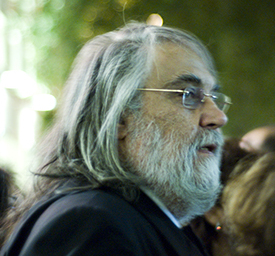
El compositor grec Vangelis va ser responsable de la banda sonora

La banda sonora de Blade Runner, composta per Vangelis, és una combinació de la composició clàssica i l'ús de sintetitzadors futuristes, que reflecteixen el futur retro i de cinema negre que Ridley Scott va imaginar. Vangelis, que feia poc havia estat guardonat amb l'Oscar per Chariots of Fire, va compondre i va executar la música amb els seus sintetitzadors, als quals només s'afegix el saxo tenor del músic de jazz britànic, Dick Morrissey, col·laborador habitual de Vangelis. El paisatge musical del 2019 va ser creat dins l'estil de la música New Age, com en altres àlbums de Vangelis.
Malgrat la bona acollida per part del públic i la crítica —nominada el 1983 al premi BAFTA i el Globus d'Or com a millor banda sonora original—, i la promesa per part de Polydor Records de comercialitzar un àlbum amb la banda sonora, el llançament de l'enregistrament original es va retardar durant més d'una dècada.
Hi ha dues publicacions oficials de la música de Blade Runner. A conseqüència de la manca d'un llançament del disc, la New American Orchestra va gravar una adaptació orquestal el 1982, però era molt diferent de la versió original. Alguns fragments de la pel·lícula sortirien el 1989 a partir del recopilatori Themes; de tota manera, fins a la presentació del Director's Cut de 1992 no va aparèixer una quantitat substancial de la banda sonora. Tot i així, mentre la majoria de les pistes de l'àlbum eren de la pel·lícula, n'hi havia unes quantes que Vangelis va compondre posteriorment. La majoria no consideraren que aquest àlbum fos una representació satisfactòria de la banda sonora.
Aquests retards i les pobres reproduccions van generar, durant anys, una quantitat important de bootlegs. Una d'aquestes cintes pirates va aparèixer el 1982 a les convencions de ciència-ficció, i va arribar a ser popular a causa del retard de la versió oficial; i el 1993, Off World Music va treure un CD pirata que resultaria més extens que el disc oficial de Vangelis. Un disc de Gongo Records presentava el mateix material, però amb una qualitat de so una mica més bona.
El 2003, altres dos bootlegs van aparèixer: l'Esper Edition, precedit per Los Angeles — November 2019. "Esper Edition" contenia dos discos combinant els temes oficials: el del disc de Gongo i els propis de la pel·lícula. Finalment, 2019 va ser una compilació en un sol disc, que consistia en gairebé tots els sons ambientals de la pel·lícula, juntament amb alguns sons del joc de Westwood Studios, Blade Runner.

## Crítica
Blade Runner es va estrenar en 1.290 sales de cinema el 25 de juny de 1982. La data va ser escollida pel productor Alan Ladd, Jr. perquè els seus anteriors grans èxits, Star Wars (1977) i Alien (1979), van tenir una data similar, el 25 de maig. La recaptació del primer cap de setmana va ser decebedora, amb només 6,15 milions USD. Un factor important que justifica aquesta mala acollida pel públic va ser la coincidència amb l'estrena d'una altra pel·lícula, ET, l'extraterrestre, estrenada l'11 de juny, i que dominava la taquilla en aquell moment.
Els crítics de cinema es van dividir entre els qui opinaven que la història estava fonamentada en els efectes especials i que això no era el que l'estudi havia anunciat, i d'altres, que van denunciar-ne l'excessiva complexitat.
Una crítica generalitzada va incidir en el seu ritme lent. Fins i tot, un crític cinematogràfic va canviar-li el títol a Blade Crawler (cosa lenta que s'arrossega). Roger Ebert va elogiar les representacions visuals de Blade Runner, però va trobar fluixa la part humana; pensava que el personatge poc convincent de Tyrell i l'aparent falta de mitjans de seguretat que va permetre Roy assassinar el seu creador eren deficiències de la trama. Va opinar també que la relació entre Deckard i Rachael semblava «existir més per l'argument que per ells mateixos».
Altres crítics, més positius, han apuntat que els efectes visuals serveixen per a crear un món deshumanitzat on ressalten els elements humans. A més, la relació entre Deckard i Rachael seria essencial per reafirmar la humanitat d'ambdós. En un episodi posterior del seu programa, Ebert i Gene Siskel van admetre que estaven equivocats en les seves ressenyes inicials, i ells mateixos consideraven la pel·lícula com un clàssic modern.

## Premis i nominacions
Blade Runner ha estat nominat i ha guanyat premis en nombroses ocasions:

### Premis
- Premi de l'Associació de crítics de cinema de Los Angeles a la millor pel·lícula - Jordan Cronenweth (1982)
- Premis BAFTA (1983)
  - Millor pel·lícula - Jordan Cronenweth
  - Millor disseny de vestuaris - Charles Knode, Michael Kaplan
  - direcció d'art - Lawrence G. Paull
- Premi Hugo a la millor representació dramàtica (1983)
- Premis del cercle londinenc de crítics de cinema - Premi especial (1983)
- Lawrence G. Paull, Douglas Trumbull, Syd Mead - pels seus concepts visuals (1983)

### Nominacions
- BAFTA (1983) 
  - Millor muntatge – Terry Rawlings
  - Millor maquillatge – Marvin G. Westmore
  - Millor banda sonora – Vangelis
  - Millor so – Peter Pennell, Bud Alper, Graham V. Hartstone, Gerry Humphreys
  - Millors efectes visuals especials – Douglas Trumbull, Richard Yuricich, David Dryer
- La societat britànica de cineastes: Premi a la millor pel·lícula (1982) – Jordan Cronenweth
- Fantasporto
  - Premi internacional de cinema fantàstic (1983) - Millor pel·lícula – Ridley Scott
  - Premi internacional de cinema fantàstic (1993) - Millor pel·lícula – Ridley Scott (Director's cut)
- Globus d'Or: Millor banda sonora original (1983) - Pel·lícula cinematogràfica – Vangelis
- Premis Oscar (1983) 
  - Millor direcció artística - Decorats – Lawrence G. Paull, David L. Snyder, Linda DeScenna
  - Millors efectes, efectes visuals – Douglas Trumbull, Richard Yuricich, David Dryer
- Premis Saturn (1983) 
  - Millor pel·lícula de ciència-ficció
  - Millor director – Ridley Scott
  - Millors efectes especials – Douglas Trumbull, Richard Yuricich
  - Millor actor de repartiment – Rutger Hauer
  - Millor llançament en vídeo (1994) – Director's cut

## Influència
Si bé en principi l'audiència estatunidenca la va evitar, Blade Runner va arribar a ser popular internacionalment i se la considera una pel·lícula de culte. El renom l'ha convertit en una referència popular en altres mitjans: programes televisius com Futurama s'han referit moltíssimes vegades a Blade Runner i altres programes com Cutting It i Stargate SG-1 han utilitzat cites de la pel·lícula.
L'actor William Sanderson, que va interpretar Sebastian, va posar la veu a un personatge similar a la sèrie d'animació Batman: The Animated Series. A la pel·lícula d'acció The 6th Day, un psicòleg virtual repeteix la frase que es va utilitzar durant l'escena de la prova Voight-Kampff a Leon. És també notable que les primeres escenes de Blade Runner presentin un primerísim pla d'un ull humà; unes preses similars es veuen posteriorment a les pel·lícules Strange Days i Minority Report.
El fosc estil cyberpunk de la pel·lícula i el disseny futurista han servit com patró i inspiració per successives obres cinematogràfiques i programes televisius, entre els quals podem esmentar Batman, RoboCop, El cinquè element, Dark Angel i Matrix. També ha tingut gran influència en l'anime, exemple d'això són Ghost in the Shell, Akira, Armitage III, Ergo Proxy, Cowboy Bebop i Bubblegum Crisis. Abans de començar a rodar Batman Begins, el director Christopher Nolan va realitzar una exhibició privada de Blade Runner al seu equip de filmació i els va dir: "Així és com farem Batman". Les continuacions d'Star Wars també han homenatjat Blade Runner en les seves seqüències d'efectes especials.
"Blade Runner és una pel·lícula única, increïble a cada nivell. És un relat profètic i emotiu que es manté com una de les més originals i intel·ligents pel·lícules de ciència-ficció mai fetes." – Alex Ioshpe Arxivat 2006-01-30 a Wayback Machine.
Es creu sovint que Blade Runner va inspirar la novel·la Neuromant de William Gibson. Gibson ha respost en entrevistes que ell ja havia escrit la novel·la quan Blade Runner va ser estrenada, i que realment va ser inspirat pel rerefons de la pel·lícula Alien. Blade Runner marca la introducció del gènere cyberpunk a la cultura popular. Avui en dia continua reflectint tendències i preocupacions vigents, i un nombre creixent de públic la considera com la millor pel·lícula de ciència-ficció de tots els temps. La pel·lícula va ser seleccionada per a la seva conservació al National Film Registry dels Estats Units el 1993 i és utilitzada freqüentment en conferències universitàries. Les seves frases i banda sonora l'han convertit en la pel·lícula més citada del segle xx.
"La pel·lícula de Ridley Scott manté la visió definitiva de la ciència-ficció futurista." – Steve Biodrowski Arxivat 2006-01-04 a Wayback Machine.
Blade Runner també ha servit per influir al joc de rol del gènere cyperpunk, Shadowrun, el joc d'ordinador System Shock i la sèrie de jocs Syndicate, encara que sens dubte el seu millor referent és el successor del mateix System Shock, l'obra coneguda com a Deus Ex, on s'observa un futur negre caracteritzat per l'ocupació de nanotecnologia, terrorisme, o l'anomenada por global, usada pels governs mundials.

## Versions
Existeixen set versions de Blade Runner, encara que només tres són àmpliament conegudes i vistes: 
- El muntatge internacional original de 1982, que contenia més violència gràfica que l'estrenada en Estats Units, i que va aparèixer en VHS i Laserdisc de la Col·lecció Criterion.
- La versió pels cinemes estatunidencs, també coneguda com a muntatge domèstic (domestic cut).
- La versió per televisió, editant els seus continguts ofensius.
- Dues versions de treball, mostrades únicament en preestrenes d'audiències i ocasionalment en festivals de cinema; una d'aquestes versions va ser distribuïda en 1991, com un Director's Cut sense l'aprovació de Ridley Scott.
- L'aprovat Director's Cut de 1992, incitat per l'edició desautoritzada de 1991. Coincidint amb el desè aniversari, es va editar en DVD i es va projectar en cinemes.
- El muntatge final (The Final Cut) de 2007 i 2008. Coincidint amb el 25è aniversari, es va restaurar, es va editar en DVD i es va projectar en cinemes.

### Versions per sales
El 1982 les versions estatunidenca i europea per les sales de cinema es van estrenar incloent un final feliç (usant metratge de la pel·lícula de Stanley Kubrick, The Shining) i una veu en off, afegida a petició dels executius de l'estudi durant la postproducció després de realitzar proves d'audiència que indicaven la dificultat de comprendre la pel·lícula. Encara que diverses versions diferents del guió havien inclòs una veu en off, tant Ridley Scott com Harrison Ford es mostraven insatisfets del resultat i van intentar no incloure-la en la versió final. Va córrer el rumor que Ford  va fer la veu en off amb una qualitat intencionalment dolenta, amb l'esperança que no fos emprada, però entrevistes recents indiquen el contrari.

### Muntatge del Director
Després de l'estrena el 1982, Ridley Scott fou pressionat per la Warner Bros. a modificar el final de la pel·lícula de ciència-ficció, per un final feliç. Buscant satisfer les demandes de l'estudi, Scott va recórrer a fonts i materials que anaven més enllà de la seva pròpia producció. Com a resultat, la seqüència final que va aparèixer a les sales de cinema en la seva estrena -amb preses aèries de paisatges naturals que s'intercalen amb les imatges de Harrison Ford (Deckard) i Sean Young (Rachel) allunyant-se en un cotxe-, no pertany al metratge filmat per a Blade Runner, sinó al que Stanley Kubrick havia filmat per il·lustrar el trajecte fins a l'hotel Overlook a The Shining (1980). Scott li va mostrar la seva pel·lícula i va convèncer Kubrick, que finalment li va cedir el metratge. Tanmateix, es va prescindir d'aquest final en les edicions que es van realitzar posteriorment, la pertanyent al muntatge del director (1992) i la del muntatge definitiu (2007), considerada pel seu director com la versió final d'aquesta obra de culte del cinema.
El 1990, Warner Bros va permetre breument reproduir en cinemes una còpia de 70 mm de la pel·lícula, anunciant-la com un Director's Cut (Muntatge del Director). En canvi, Ridley Scott va negar públicament que aquesta versió de la pel·lícula fos el definitiu Director's Cut, argumentant que s'havia editat toscament i que hi mancava la banda sonora de Vangelis.
En resposta al descontentament de Scott (i en part a causa del ressorgiment de la popularitat de la pel·lícula a principis dels anys 1990), Warner Bros va decidir editar un definitiu Director's Cut sota la direcció de Scott, que es presentaria en 1992.
Per a això van contractar al restaurador de pel·lícules Michael Arick, que va ser un dels que va redescobrir les edicions originals de Blade Runner i que ja realitzava les consultes per la Warner, per encapçalar el projecte al costat de Scott. Arick va passar diversos mesos a Londres amb Les Healey, que havia estat l'editor assistent en Blade Runner, procurant compilar una llista dels canvis que Scott havia desitjat fer a la pel·lícula. També va aconseguir una enumeració de suggeriments del mateix director.
Arick va realitzar diversos canvis a la pel·lícula, la majoria d'ells eren canvis d'edició menors, incloent-hi la reinserció de Deckard trobant l'unicorn d'origami de Gaff al vestíbul del seu apartament, al final de la pel·lícula. Tanmateix, es van realitzar tres canvis importants a la pel·lícula donant un gir significatiu al resultat final: l'eliminació de la veu en off de Deckard, la reintroducció de la seqüència d'un somni amb un unicorn galopant en un bosc, i el tall del final feliç imposat per l'estudi, incloent-hi alguns efectes visuals que originalment sortien als crèdits finals.
Les pressions en forma de diners i temps, i l'obligació de fer el film Thelma & Louise, van mantenir Scott apartat de la reedició de la pel·lícula, i encara que finalment estava més content per aquesta versió que les anteriors, ell no s'hi sentia còmode com a definitiu Director's Cut.

### Edició especial per a col·leccionistes
En part com a resultat d'aquestes queixes, Scott va ser convidat de nou a mitjan 2000 a ajudar a realitzar una versió definitiva i final de la pel·lícula, que seria completada a mitjan 2001. Durant el procés es va crear una nova impressió digital a partir dels negatius originals, els efectes especials van ser millorats i netejats, i el so remasteritzat en Dolby Digital 5.1 Surround. A diferència del Director's Cut de 1992, Scott va supervisar personalment el nou muntatge mentre es creava.
El DVD de l'edició especial es presentaria el Nadal del 2001, i els rumors apuntaven que seria un set de tres discs que inclouria el muntatge complet de la versió internacional per cinemes, el muntatge del Director's Cut de 1992, i la nova versió millorada afegint escenes eliminades, entrevistes amb el repartiment i l'equip, a més del documental "On the Edge of Blade Runner".
Tanmateix, Warner Bros va retardar indefinidament el llançament de l'edició especial després de disputes legals que van començar amb els garants de la versió original (en especial, Jerry Perenchio), que havien cedit la propietat de la pel·lícula quan el pressupost de filmació va pujar d'USD 21,5 milions a 28 milions.
Després de diversos anys de disputes, el maig de 2006 va aparèixer la notícia que Warner Bros estava retocant diverses versions de la pel·lícula per poder fer un llançament a final d'any, d'acord amb la revista Total Film i el lloc web The Digital Bits. No hi va haver un acord sobre la data de llançament, però es va assenyalar que una versió restaurada del Director's Cut de 1992 apareixeria primer en dos discs, possiblement entre setembre de 2006 i desembre de 2006. Finalment Warner confirmaria el llançament de Blade Runner: The Final Cut  amb motiu del 25è aniversari de l'estrena, consistent en un set en format maletí amb cinc discs que es posaria en venda el 18 de desembre de 2007, amb les versions anteriorment esmentades i les versions d'estrena a Europa i els Estats Units, així com en format Blu-ray i HD DVD. Una nova edició de col·leccionista amb cinc discs, així com un doble disc individual van ser posats en venda a Espanya el 12 de febrer de 2008, així com les versions corresponents en Blu-ray i HD DVD. Aquest últim format, com és sabut, va acabar per no imposar-se al seu competidor. Toshiba va decidir deixar de fabricar més reproductors i continuar amb les investigacions per millorar el seu format, que va repercutir a posteriori. Cal dir que el DVD de Blade Runner: The Final Cut  no conté versió en espanyol, però aquesta versió del film sí que ha estat doblada en català i es projectà per TV3.

## Documentals
On the Edge of Blade Runner (55 min), produït El 2000 per Nobles Gate Ltd. (per Channel 4), dirigit per Andrew Abbott i escrit per Mark Kermode, seria inclòs en l'Edició especial. Les entrevistes amb l'equip, incloent-hi Ridley Scott donant detalls del procés creatiu i els problemes durant preproducció. Els relats de Paul M. Sammon i Fancher proporcionen la idea original de Philip K. Dick i els orígens de Somien els androides amb ovelles elèctriques?
S'hi entremesclen entrevistes al repartiment (amb les notables excepcions de Harrison Ford i  Sean Young) que donen la i des de  de com de dificultosa i frustrant va ser la realització del projecte com a resultat d'un director exigent sense aliats i unes condicions dures, humides i caloroses; cosa que s'afegia a l'atmosfera opriment que tots sentien cada vegada més mentre s'ultrapassava el pressupost. Hi ha també un recorregut per algunes localitzacions; les més notables són l'edifici Bradbury i el solar de la Warner Bros que representava els carrers de Los Angeles de 2019, amb un aspecte molt diferent de cm apareix a la pel·lícula.
Seguidament, el documental detalla les proves de postproducció en pantalla i les seves edicions i canvis (la veu en off, el final feliç, l'escena eliminada de l'hospital), els efectes especials, la banda sonora de Vangelis i també la relació tensa entre l'equip de rodatge i els inversors, que culminaria amb acomiadant de Deeley i Scott encara que continuant treballant a la pel·lícula.
També apareix la qüestió sobre si Deckard era replicant o no.
Després de ser un "desastre" a la taquilla (una pèrdua financera inicialment) Blade Runner' reneix al mercat de lloguer de video, i en una gran acceptació de la versió original, en el Fairfax Theater de Los Angeles el maig de 1990, impulsa a la Warner a tenir la seva "Director's Cut" de mà de l'arxiver Michael Arick.
Future Shocks (27 min), és un documental de 2003 per TVOntario (com a part de la seva sèrie Film 101), que conté entrevistes amb el productor executiu Bud Yorkin, Syd Mead, el repartiment, aquesta vegada amb Sean Young però de nou sense Harrison Ford. Hi ha un extens comentari per l'autor de ciència-ficció Robert J. Sawyer i crítics de cinema com enfocaments sobre els temes, l'impacte visual i la influència de la pel·lícula. Olmos parla sobre la participació de Ford i les experiències personals durant la filmació amb Young, Walsh, Cassidy i Sanderson. També relata una anècdota quan els membres de l'equip van crear samarretes amb fotogrames de Ridley Scott. Les versions de la pel·lícula són criticades i es discuteix com d'aproximat està el futur predit a Blade Runner'.

## La novel·la
El guió original de Hampton Fancher estava basat lliurement a la novel·la de Philip K. Dick. Tanmateix, el guió de Fancher s'enfocava més en els problemes de l'entorn i menys sobre les qüestions d'humanitat i fe, que era la part central de la novel·la. Quan Ridley Scott es va unir a la pel·lícula, desitjava fer canvis al guió ja escrit, i finalment, va contractar a David Peoples per realitzar els canvis després que Fancher es negués.
El títol de la pel·lícula també va canviar diverses vegades durant el procés d'escriure el guió, s'anomenava "Dangerous Days" (Dies perillosos) en l'última prova de Fancher, però es va rebatejar Blade Runner, títol prestat (amb permís) d'una novel·la de ciència-ficció de William S. Burroughs, Blade Runner: A Movie.
Com a resultat de les diferències del guió de Fancher amb la novel·la, les nombroses reescriptures abans i durant el rodatge i que Ridley Scott no havia llegit completament l'obra de Dick, la pel·lícula s'apartava perceptiblement de la seva inspiració original. Els canvis han impulsat molts crítics i seguidors a considerar ambdós com a treballs independents; malgrat el fet que la novel·la fos reimpresa amb el títol de Blade Runner' per ajudar a augmentar els guanys.
Alguns dels temes a la novel·la s'han reduït al mínim o han estat eliminats completament, incloent-hi la fertilitat de la població, la religió, els mitjans de comunicació, la incertesa sobre si Deckard és humà, les mascotes reals i sintètiques, i les emocions.
Els productors de la pel·lícula van acordar una projecció d'alguns fragments rodats per Philip K. Dick poc abans de la seva mort a començaments de 1982. Malgrat que la pel·lícula diferia significativament del seu llibre i el ben conegut escepticisme de Dick sobre Hollywood, aquest es va entusiasmar bastant amb la pel·lícula. Dick va predir que: " [Blade Runner] canviarà la manera de veure les pel·lícules".

## Continuacions
Hi ha tres novel·les oficials i autoritzades de Blade Runner, escrites per l'amic de Philip K. Dick, K. W. Jeter, que continuen la història de Rick Deckard i intenten resoldre les diferències entre Blade Runner i Somien els androides amb ovelles elèctriques?. Tanmateix, la primera de novel·la de la trilogia conté nombroses inconsistències amb la pel·lícula, incloent-hi la resurrecció d'un personatge mort i una completa modificació de la naturalesa d'un altre. El resultat final sembla més un univers alternatiu que una seqüela directa.
- Blade Runner 2: The Edge of Human (1995)
- Blade Runner 3: Replicant Night (1996)
- Blade Runner 4: Eye and Talon (2000)

David Peoples ha dit que en el guió de Soldier (1998) va intentar crear una "continuació indirecta" de Blade Runner. Ambdues pel·lícules prenen lloc en el mateix univers, el que és evident pel fet que els autos voladors de Blade Runner' apareixen com a part de l'escenografia de Soldier'. Tanmateix, Soldier' és una seqüela no oficial, ja que mai no ha estat formalment aprovada per la societat que manté els drets de Blade Runner'.
Molts seguidors de la pel·lícula han observat certa semblança amb la sèrie de televisió Total Recall 2070. Molts la consideren com una seqüela de Blade Runner', o que almenys pren lloc en el mateix univers. La sèrie està inspirada a la novel·la que va inspirar Blade Runner' i el relat curt que va inspirar Repte Total, ambdós obra de Philip K. Dick.
Una altra seqüela és la producció de 2003, Natural City, subtitulada com A Korean Blade Runner. Ambientada el 2080, els clons humans amb intel·ligència artificial reemplacen la mà d'obra en Natural City. Els clons tenen data de caducitat però alguns d'ells no volen acceptar el fet de ser reciclats. R un membre de les forces MP s'enamora de Ria, una clon a punt d'expirar… L'argument té algunes similituds amb Blade Runner, així com part dels escenaris, amb cotxes voladors com els spinners i un cert ambient i il·luminació semblants, fins i tot amb pluja permanent. El dirigible de Blade Runner aquí es presenta com una enorme nau anunciant un viatge al lúdic planteja Koyo. Evidentment la part oriental tan apreciada per Ridley Scott en aquesta ocasió està omnipresent sense més ni més. L'escena amb Deckard demanant fideus en una parada de dinars al carrer també apareix com una picada d'ull a la pel·lícula. La música, molt malenconiosa, no pot ser comparada amb l'obra de Vangelis, encara que s'ajusta al clima que es pretén aconseguir.
L'any 2017 es va estrenar la pel·lícula Blade Runner 2049 dirigida per Denis Villeneuve i escrita per Hampton Fancher i Michael Green i seqüela de Blade Runner. Hi actuen les estrelles Ryan Gosling i Harrison Ford, que recupera el seu rol de Rick Deckard, amb Dave Bautista, Ana de Armas, Mackenzie Davis, Sylvia Hoeks, Lennie James, Carla Juri, Robin Wright i Jared Leto en papers secundaris.

## Videojocsicòmics
Hi ha dos videojocs per ordinador basats en la pel·lícula, el primer és un shoot 'em up per Commodore 64 i ZX Spectrum per CRL Group PLC (1985), i l'altre com aventura d'acció per Westwood Studios (1997). Aquest últim joc presenta nous personatges i històries alternatives basades en el món de Blade Runner, junt amb les veus d'alguns originals en el repartiment de la pel·lícula. Un prototip de joc de taula també va ser creat a Califòrnia (1982), amb normes semblants a l'Scotland Yard.
El videojoc de Konami, Snatcher té moltes influències de Blade Runner, que és recollit amb detall a nombroses pàgines web.
Archie Goodwin va escriure el guió de la interpretació per còmic, A Marvel Comic Super Special: Blade Runner publicat el setembre de 1982. Amb coberta de Jim Steranko, l'adaptació de 45 pàgines va ser il·lustrada per l'equip de Al Williamson, Carlos Garzon, Dan Green i Ralph Reese. També va ser creada una paròdia anomenada "Blade Blummer" per Crazy Comics.

## Tecnologia inspirada en Blade Runner
El cinema té una gran influència sobre la realitat i, més concretament, sobre la tecnologia, donant lloc a la creació de tecnologia inspirada en pel·lícules. Una clara mostra d'això és Blade Runner, que presentava una tecnologia futurista per l'època que, finalment, al llarg dels anys ha acabat creant-se, deixant de ser ciència-ficció per convertir-se en tecnologia real.

### Videotrucades
En una escena es fa una videotrucada entre els protagonistes, Rick Deckard (Harrison Ford) i Rachel (Sean Young), dins d'un local. Cal tenir en compte que el sistema de videotrucada a la pel·lícula és diferent de l'actual, ja que es fa a través d'una cabina telefònica equipada amb una pantalla on es pot veure a l'interlocutor (en aquest cas Rachel). Tot i així, la idea presentada a la pel·lícula manté una gran semblança amb Skype, la xarxa de telefonia via Internet creada l'any 2003 (21 snys més  tard). Tot i que Skype va més enllà de la idea que es proposa a Blade Runner, ja que permet dur a terme videotrucades des de qualsevol lloc sempre que es disposi d'un dispositiu electrònic i d'Internet, sí podem veure com Skype esdevé una versió millorada de la idea proposada a la pel·lícula.
A través d'aquest cas d'idea tecnològica proposada pel cinema i, posteriorment, feta realitat, es pot veure com els guionistes creen la tecnologia fictícia basant-se en la tecnologia existent en el moment, de manera que la seva plasmació real pot ser força diferent de com s'havia imaginat en el cinema. L'any 1982 encara no existien els telèfons mòbils (tot i que es van inventar l'any 1957) i per aquest motiu s'ha d'entendre que s'ubiquessin les videotrucades dins de cabines telefòniques.

### Publicitat a través de pantalles gegants

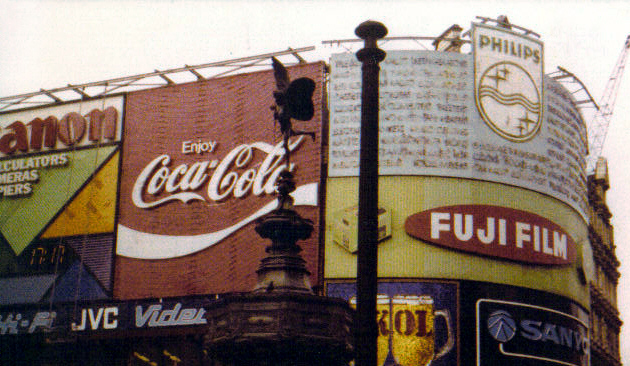
Imatge de Piccadilly Circus (Londres) l'any 1980

La pel·lícula de Blade Runner es caracteritza per presentar la ciutat de Los Angeles d'una forma totalment futurista pel moment, que queda especialment reflectida a través de les grans pantalles que omplien la ciutat de publicitat i que, a nivell visual, generaven la sensació de total futurisme per l'espectador, tenint en compte que aleshores no hi havia pantalles publicitàries gegants a les ciutats. Zones com Times Square (Nova York) o Piccadilly Circus (Londres) l'any 1982 (quan es va estrenar la pel·lícula) no presentaven el mateix aspecte que en l'actualitat. Ara que han esdevingut  un fet comú i doncs no es percebin com una senyal de futurisme és senyal que aquesta ciutat fictícia presentada per Blade Runner s'ha convertit en una realitat.
L'any 1982 els models grans de pantalles eren de molt baixa resolució i Ridley Scott (director del film) va haver de portar a terme una sèrie de procediments especials: van anar posant pantalles de tub de raigs catòdics (les mateixes pantalles dels televisors del segle xx) a escala, per crear la ciutat futurista de Los Angeles.

### La màquina ESPER
A la pel·lícula Blade Runner apareix una màquina que tèòricament es data a l'any 2019, que mitjançant un comandament de veu permet ampliar una fotografia sense rebaixar-ne la qualitat, de manera que es poden arribar a veure els detalls més ocults amb total claredat.
Tot i que en l'actualitat encara no existeix cap màquina que permeti dur a terme aquesta funció amb tanta perfecció, Google s'apropa amb la creació de "Pixel Recursive Super Resolution". Aquesta opció permet la visualització nítida d'imatges de 64 píxels, 8 d'alt per 8 d'ample gràcies a la utilització d'intel·ligència artificial.